# Paristrion

Provincie Paristrion kolem roku 1045

Paristrion (řecky: Παρίστριον) nebo Paradounabon/Paradounabis (řecky: Παραδούναβον / Παραδούναβις), jak je uváděno v oficiálních dokumentech, byla byzantská provincie (thema) rozléhající se v 11. a 12. století na jižním břehu dolního Dunaje.
Ačkoliv byzantští autoři používají termín Paristrion pro popsání celého území podél Dunaje, zdá se, že zahrnovala především Dobrudžu.  Není však jisté, kdy provincie vznikla. Rumunský odborník Nicolae Bănescu má za to, že vznikla po ukončení Rusobyzantských bojů v letech 970-971. Jiní, jako třeba Vasil Zlatarski, datují vznik Paristrionu do poloviny 11. století.  Oblast měl na starosti katepano nebo doux,.který pravděpodobně sídlil v Durostoru (dnešní Silistře). Kolem roku 970 je zde  doložen výskyt byzantského stratéga. Po vítězství nad Rusy, císař Jan I. Tzimiskes jmenoval generála Lea Sarakenopoula za velitele severovýchodního Bulharska se sídlem v Preslavu (císařem přejmenované na Ioannopolis). Sarakenopoulos a jeho podřízení začali oblast opevňovat, přičemž využili staré římské pevnosti.
V roce 986 získali provincii pod vedením bratry Komitopulovými zpět Bulhaři a drželi ji přibližně do roku 1001, kdy oblast znovudobyli Byzantinci. (Bănescu zvažuje, že po tuto dobu zůstalo Durostorum pod vládou Byzance.) Od roku 1030 trápily oblast nájezdy Pečeněhů. Populace se stáhla do několika opevněných sídel a Pečeněhům bylo dovoleno se v provincii usadit jako spojenci (tento krok se nazýval mixobarbaroi). V sedmdesátých letech však začali rebelovat a již brzy znamenali pro byzantské provincie na Balkánu velkou hrozbu. Nakonec byli rozprášeni v bitvě u Levounia vojsky Alexia I. Komnena. Navzdory občasným nájezdům Kumánů, zůstal Paristrion klidným a prosperujícím územím. Na konci 12. století byla provincie zrušena. 